# Mazichuan
Mazichuan är en köping i nordvästra Kina. Den ligger i Min härad i staden Dingxi i provinsen Gansu, omkring 200 kilometer söder om provinshuvudstaden Lanzhou. Antalet invånare är 11 772. Befolkningen består av 5 649 kvinnor och 6 123 män. Barn under 15 år utgör 20,0 %, vuxna 15-64 år 73 %, och äldre över 65 år 6,0 %.